# Olavi Linnonmaa
Arvo Olavi Linnonmaa (* 30. Mai 1920 in Helsinki; † 25. Mai 1995 ebenda) war ein finnischer Radrennfahrer und nationaler Meister im Radsport.

## Sportliche Laufbahn
Linnonmaa war im Bahnradsport aktiv. Er war Teilnehmer der Olympischen Sommerspiele 1952 in Helsinki. Im Tandemrennen schied er mit seinem Partner Ensio Nieminen im Hoffnungslauf aus.
1948 gewann er die nationale Meisterschaft in der Mannschaftsverfolgung.
1950 holte er den finnischen Titel im Sprint und 1956 den im Tandemrennen mit Ensio Nieminen.

## Familiäres
Er war der Onkel des Eishockeyspielers Harri Linnonmaa.